# 전북특별자치도립여성중고등학교
전북특별자치도립여성중고등학교(全北特別自治道立女性中高等學敎)는 지방자치법 제114조에 따라 전북특별자치도 내 여성들에게 평생교육의 기회를 부여하고, 도내 여성의 능력발전과 삶의 질을 향상시키기 위하여 설치된 전북특별자치도청의 사업소이다. 전북특별자치도 전주시 덕진구 송천중앙로 70에 위치하고 있다.

## 같이 보기
- 전북특별자치도청
- 전북특별자치도교육청